# Arthropteris parallela
Arthropteris parallela là một loài dương xỉ trong họ Tectariaceae. Loài này được C. Chr. mô tả khoa học đầu tiên năm 1932.